# Esparragosa de la Serena
Esparragosa de la Serena là một đô thị trong tỉnh Badajoz, Extremadura, Tây Ban Nha. Dân số 1.108 người và diện tích 21.66 km².